# Caibi
Caibi är en kommun i Brasilien.   Den ligger i delstaten Santa Catarina, i den södra delen av landet, 1 400 km söder om huvudstaden Brasília. Antalet invånare är 6 218.
I omgivningarna runt Caibi växer huvudsakligen savannskog. Runt Caibi är det ganska tätbefolkat, med 54 invånare per kvadratkilometer.